# Dźwierzuty (gromada)
Dźwierzuty – dawna gromada, czyli najmniejsza jednostka podziału terytorialnego Polskiej Rzeczypospolitej Ludowej w latach 1954–1972.
Gromady, z gromadzkimi radami narodowymi (GRN) jako organami władzy najniższego stopnia na wsi, funkcjonowały od reformy reorganizującej administrację wiejską przeprowadzonej jesienią 1954 do momentu ich zniesienia z dniem 1 stycznia 1973, tym samym wypierając organizację gminną w latach 1954–1972.
Gromadę Dźwierzuty z siedzibą GRN w Dźwierzutach utworzono – jako jedną z 8759 gromad na obszarze Polski – w powiecie szczycieńskim w woj. olsztyńskim na mocy uchwały nr 27 WRN w Olsztynie z dnia 4 października 1954. W skład jednostki weszły obszary dotychczasowych gromad Dźwierzuty, Łupowo i Gisiel ze zniesionej gminy Dźwierzuty w tymże powiecie. Dla gromady ustalono 18 członków gromadzkiej rady narodowej.
1 stycznia 1958 do gromady Dźwierzuty włączono wsie Linowo, Dąbrowa i Olszewki oraz PGR Stankowo ze zniesionej gromady Olszewki, wsie Rusek Mały i Rusek Wielki, kolonię Rusek oraz osadę Długopole ze zniesionej gromady Grzegrzółki, a także wsie Rumy, Mycielin i Sąpłaty, kolonie Stawek, Kark i Nanóżki oraz osady Julianowo i Zastawy ze zniesionej gromady Rumy – w tymże powiecie.
31 grudnia 1967 do gromady Dźwierzuty włączono część obszaru PGR Małszewko (30,43 ha) oraz część obszaru PGL nadleśnictwo Korpele (5,58 ha) z gromady Pasym w tymże powiecie.
Gromada przetrwała do końca 1972 roku, czyli do kolejnej reformy gminnej. 1 stycznia 1973 w powiecie szczycieńskim reaktywowano gminę Dźwierzuty.